# Escala de agitação e sedação de Richmond
A escala de agitação e sedação de Richmond (ou "RASS", do inglês "Richmond Agitation-Sedation Scale") é uma escala utilizada para avaliar o grau de sedação e agitação de um paciente que necessite de cuidados críticos ou esteja sob agitação psicomotora. Consiste em um método de avaliar a agitação ou sedação de pacientes usando três passos claramente definidos que determinam uma pontuação que vai de -5 a +4.
Diferentemente de outras escalas, a RASS utiliza como um dos parâmetros o tempo em que é mantido contato visual com o paciente, a fim de medir o nível de sedação.

## Histórico
A escala foi criada por uma equipe multidisciplinar da Virginia Commonwealth University School of Medicine em Richmond, EUA.

## Pontuação
A pontuação zero se refere ao paciente alerta, sem aparente agitação ou sedação. Níveis menores do que zero significam que o paciente possui algum grau de sedação. Níveis maiores do que zero significam que o paciente apresenta algum grau de agitação.
| Ponto | Classificação    | Descrição |
| ----- | ---------------- | --- |
| 4     | Combativo        | Combativo, violento, representando risco para a equipe                                                          |
| 3     | Muito agitado    | Puxa ou remove tubos ou cateteres, agressivo verbalmente                                                        |
| 2     | Agitado          | Movimentos despropositados frequentes, briga com o ventilador                                                   |
| 1     | Inquieto         | Apresenta movimentos, mas que não são agressivos ou vigorosos                                                   |
| 0     | Alerta e calmo   | |
| -1    | Sonolento        | Adormecido, mas acorda ao ser chamado (estímulo verbal) e mantém os olhos abertos por mais de 10 segundos       |
| -2    | Sedação leve     | Despertar precoce ao estímulo verbal, mantém contato visual por menos de 10 segundos                            |
| -3    | Sedação moderada | Movimentação ou abertura ocular ao estímulo verbal, mas sem contato visual                                      |
| -4    | Sedação intensa  | Sem resposta ao ser chamado pelo nome, mas apresenta movimentação ou abertura ocular ao toque (estímulo físico) |
| -5    | Não desperta     | Sem resposta a estímulo verbal ou físico                                                                        |